# NGC 231
NGC 231 је расејано звездано јато у сазвежђу Тукан које се налази на NGC листи објеката дубоког неба.
Деклинација објекта је - 73° 21' 9" а ректасцензија 0h 41m 6,4s. Привидна величина (магнитуда) објекта NGC 231 износи 12,7. NGC 231 је још познат и под ознакама ESO 29-SC5.